# Storia di una ragazza di campagna
Storia di una ragazza di campagna (Histoire d'une fille de ferme) è un racconto di Guy de Maupassant, appartenente alla raccolta La casa Tellier pubblicato per la prima volta nel 1881.

## Trama
La protagonista, Rose, è una ragazza che lavora come serva nella fattoria di M. Vallin. Viene sedotta da Jacques, il garzone della fattoria, il quale la abbandona quando apprende che la ragazza è incinta. Rose continua a lavorare; nasconde a tutti il suo stato. Ritorna a casa per salutare la madre morente; partorisce un bambino prematuro che tuttavia sopravvive e che Rosa lascia ad alcuni vicini perché ne abbiano cura dicendo loro di essere sposata ma di non potersi occupare del piccolo. Ritorna alla fattoria, lavora con maggior accanimento per guadagnare di più e mantenere il figlio lontano che va a trovare per brevi periodi ogniqualvolta diventa possibile assentarsi dalla fattoria. Intanto il padrone, un vedovo quarantacinquenne, vuole sposarla. Rosa rifiuta a lungo; cede solo dopo lunghe insistenze. Sposata, vedeva il suo bambino un paio di volte l'anno. Col tempo il marito comincia a offenderla e a maltrattarla perché non gli dà un figlio. Un giorno esasperata Rosa gli svela il suo segreto: ha avuto un figlio da Jacques sei anni fa, e appunto per questo non voleva sposarlo. Il marito, contento, è entusiasta di prendere in casa il piccolo.

## Critica
Storia di una ragazza di campagna fu pubblicata sul numero del 26 marzo 1881 della rivista Revue Politique et littéraire, detta anche Revue Bleue. Poco dopo apparve nella prima edizione della raccolta La Maison Tellier pubblicata il 21 aprile 1881 dall'editore Havard; subì qualche modifica nella seconda edizione di dieci anni dopo. In questa novella «si afferma magistralmente il Maupassant rustico, descrittore sano e robusto della vita di campagna».